# Freddie Wolff
Freddie Wolff, eigentlich Frederick Ferdinand Wolff, (* 13. Oktober 1910 in Hongkong; † 26. Januar 1988 in London) war ein britischer Sprinter und Olympiasieger. 
Im Jahr 1933 gewann er bei den britischen Meisterschaften über 440 Yards (49,0 s). Ferner war er Mitglied der britischen Mannschaft in der 4-mal-400-Meter-Staffel, die bei den Olympischen Spielen 1936 in Berlin in der Besetzung Wolff, Godfrey Rampling, Bill Roberts und Godfrey Brown antrat und in 3:09,0 min die Goldmedaille vor den Teams aus den USA und Deutschland gewann. In den Einzelrennen über 400 Meter war er nicht am Start.
1937 gab Wolff den Spitzensport auf und widmete sich dem Familienunternehmen Rudolf Wolff & Co., einem führenden Metallhändler. Während des Zweiten Weltkriegs diente er in der britischen Armee und stieg zum Hauptmann auf. Von 1970 bis 1977 war Wolff Vorsitzender der London Metal Exchange. 1975 wurde er mit dem CBE ausgezeichnet.